# Cheiracanthium taegense
Cheiracanthium taegense is een spinnensoort uit de familie Cheiracanthiidae.
De wetenschappelijke naam van de soort werd in 1990 gepubliceerd door Kap Yong Paik.